# Maksim Anisimaŭ

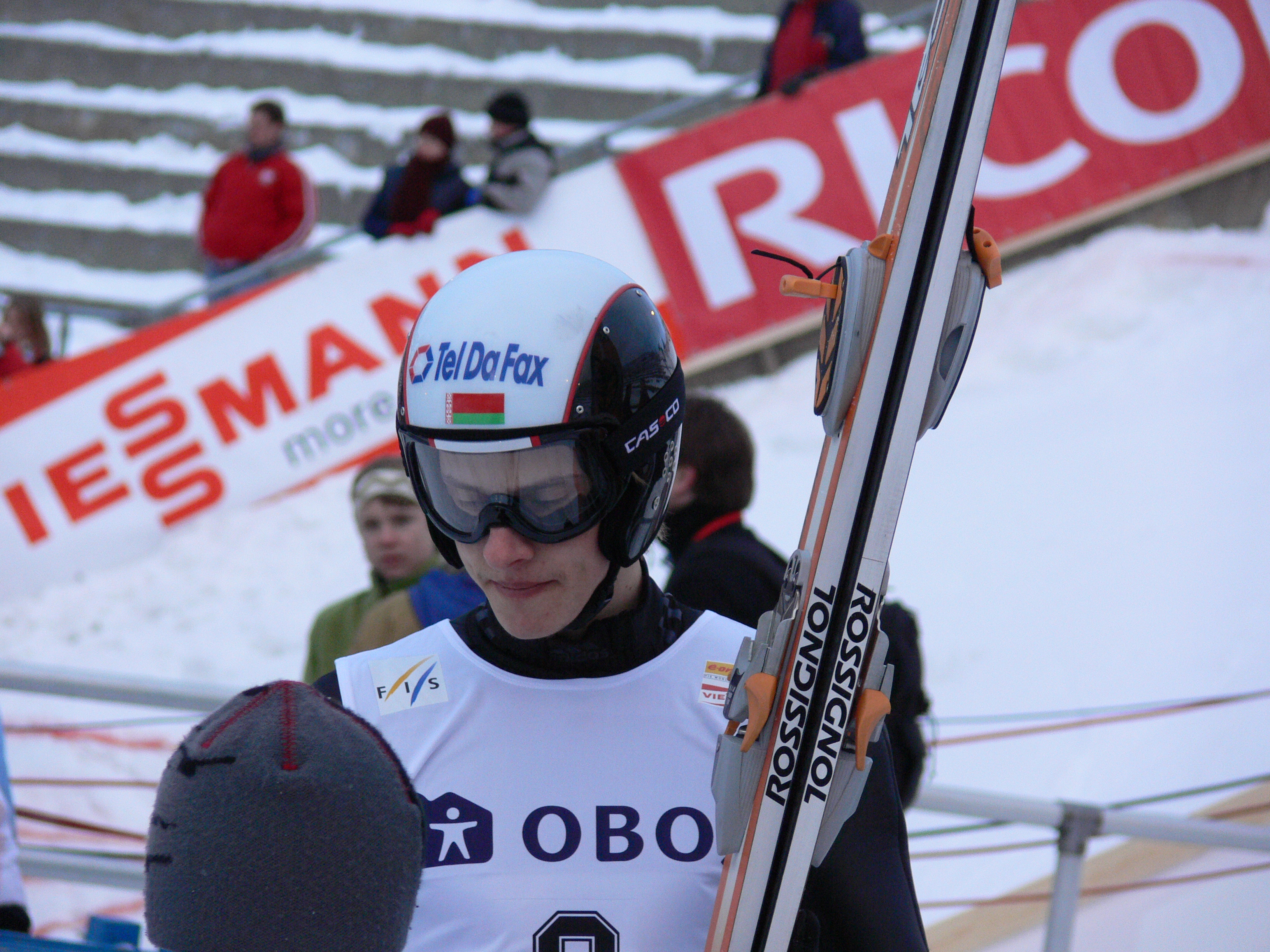
Maksim Anisimaŭ.

Maksim Viktaravitj Anisimaŭ (belarusiska: Максім Віктаравіч Анісімаў), född 5 april 1983 i Minsk, Vitryska SSR, Sovjetunionen, är en belarusisk backhoppare. Han är 175 centimeter lång och väger 57 kilogram.
Han deltog i de olympiska vinterspelen 2006 i Turin, där han slutade 33:a i normalbacken.
Förutom backhoppning sysslar han även med nordisk kombination, fotboll och skidåkning.